# 普魯德尼克河
普魯德尼克河（烏克蘭語：Прудник），是烏克蘭西北部的河流，屬於斯特里河的右支流。該河發源自維什尼夫附近，流經沃倫州的盧茨克區，河道全長27公里，流域面積140平方公里。